# Президент Парагваю
Президент Парагваю — найвища виборна посадова особа держави Парагвай. Обирається на всенародних виборах на термін 5 років. Згідно з чинною конституцією від 1992 року повторно обиратись не може. Має заступника — віце-президента.

## Список президентів
- 1811—1814 — революційна хунта
- 1814—1840 — Хосе Гаспар Родрігес де Франсія
- 1840—1844 — хунта
- 1844—1862 — Карлос Антоніо Лопес
- 1862—1869 — Франсиско Солано Лопес
- 1870—1871 — Сіріло Антоніо Ріварола
- 1871—1874 — Сальвадор Ховельянос
- 1874—1875 — Хуан Баутіста Хіль
- 1875—1877 — Кандідо Барейро
- 1877—1878 — Ігініо Уріарте
- 1878—1880 — Кандідо Барейро (2 — ий раз)
- 1880—1886 — Бернардіно Кабальєро
- 1886—1890 — Патрісіо Ескобар
- 1890—1894 — Маркос Моріньїґо
- 1894—1898 — Хуан Баутіста Еґускіса
- 1898—1902 — Еміліо Асеваль
- 1902 — Ектор Карвальйо
- 1902—1904 — Хуан Антоніо Ескурра
- 1904—1905 — Хуан Баутіста Ґаона
- 1905—1906 — Сесиліо Баес
- 1906—1908 — Беніньйо Феррейра
- 1908—1910 — Еміліано Ґонсалес Наверо
- 1910—1911 — Мануель Ґондра
- 1911 — Альбіно Хара
- 1911—1912 — Ліберато Марсіаль Рохас
- 1912 — Педро Пенья
- 1912 — Еміліано Ґонсалес Наверо (2 — ий раз)
- 1912—1916 — Едуардо Шерер
- 1916—1919 — Мануель Франко
- 1919—1920 — Хосе Монтеро
- 1920—1921 — Мануель Ґондра (2 — ий раз)
- 1921 — Фелікс Пайва
- 1921—1923 — Еусебіо Аяла
- 1923—1924 — Еліхіо Аяла
- 1924 — Луїс Альберто Ріарт
- 1924—1928 — Еліхіо Аяла (2 — ий раз)
- 1928—1931 — Хосе Патрісіо Ґуджіарі
- 1931—1932 — Еміліано Ґонсалес Наверо (3 — ий раз)
- 1932—1936 — Еусебіо Аяла (2-ий раз)
- 1936—1937 — Рафаель Франко
- 1937—1939 — Фелікс Пайва (2-ий раз)
- 1939—1940 — Хосе Фелікс Естіґаррібія
- 1940—1948 — Іхініо Моріньїґо
- 1948—1949 — Хуан Передес
- 1949 — Раймундо Ролон
- 1949 — Феліпе Молас Лопес
- 1949—1954 — Федеріко Чавес
- 1954 — Томас Ромеро Перейра
- 1954—1989 — Альфредо Стресснер
- 1989—1993 — Андрес Родріґес
- 1993—1998 — Хуан Карлос Васмосі
- 1998—1999 — Рауль Кубас
- 1999—2003 — Луїс Ґонсалес Маккі
- 2003—2008 — Ніканор Дуарте
- 2008—2012 — Фернандо Луго
- 2012—2013 — Федеріко Франко
- 15 серпня 2013 — 15.8.2018 — Орасіо Картес
- Маріо Абдо Бенітес - 15.8.2018 - 15.8.2023
- Сантьяго Пенья - з 15.8.2023